# إدوارد أسيفيدو
إدوارد أسيفيدو هو سياسي أمريكي، ولد في 23 يوليو 1963 في شيكاغو في الولايات المتحدة. نشط حزبياً في الحزب الديمقراطي. وقد انتخب عضو مجلس نواب إلينوي ‏.